# Grúa pórtico para contenedores

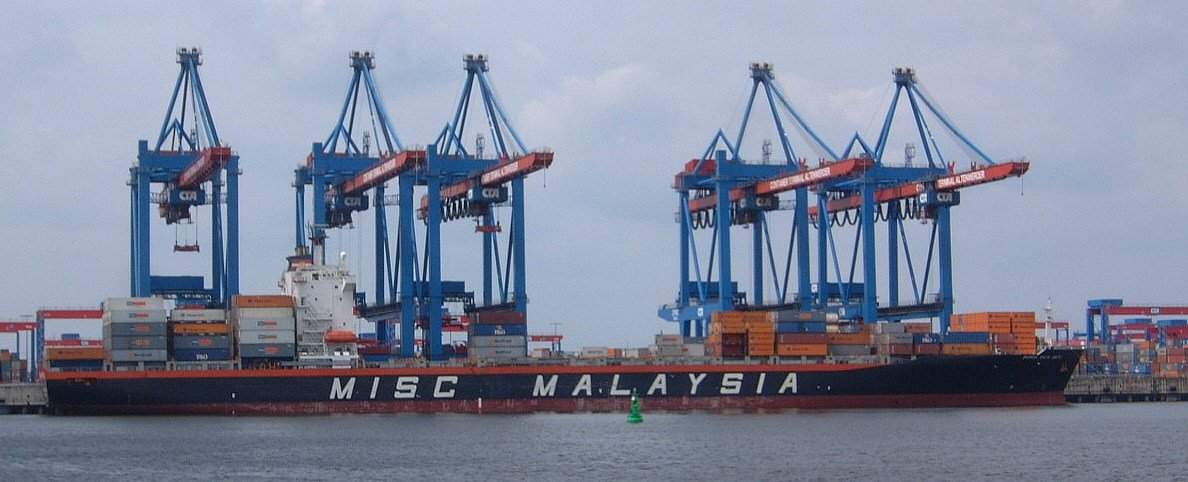
Grúas de contenedores de 45 m en el puerto marítimo de Hamburgo, Alemania.

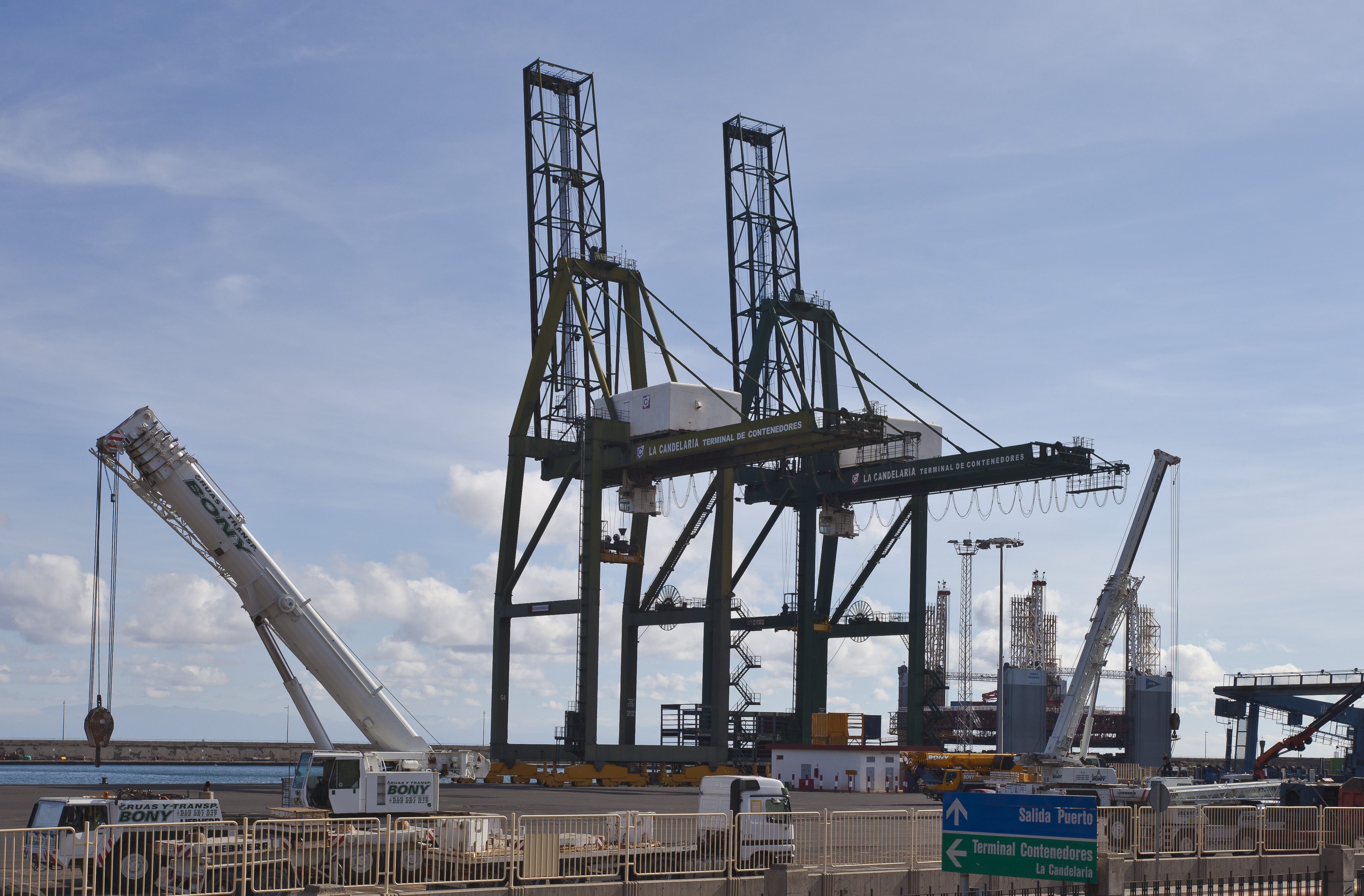
Detalle de grúas en Puerto de Santa Cruz de Tenerife, España.

Una grúa pórtico para contenedores es una máquina de grandes dimensiones que sirve para la carga y descarga de contenedores en las terminales de contenedores de los puertos y estaciones ferroviarias, que consiste en:
- una estructura en forma de pórtico con cuatro columnas y dos vigas (con voladizo) en la parte superior,
- un sistema de rieles, en las vigas,
- una grúa implantada en un carrito que se desliza por los rieles.

## Funcionamiento

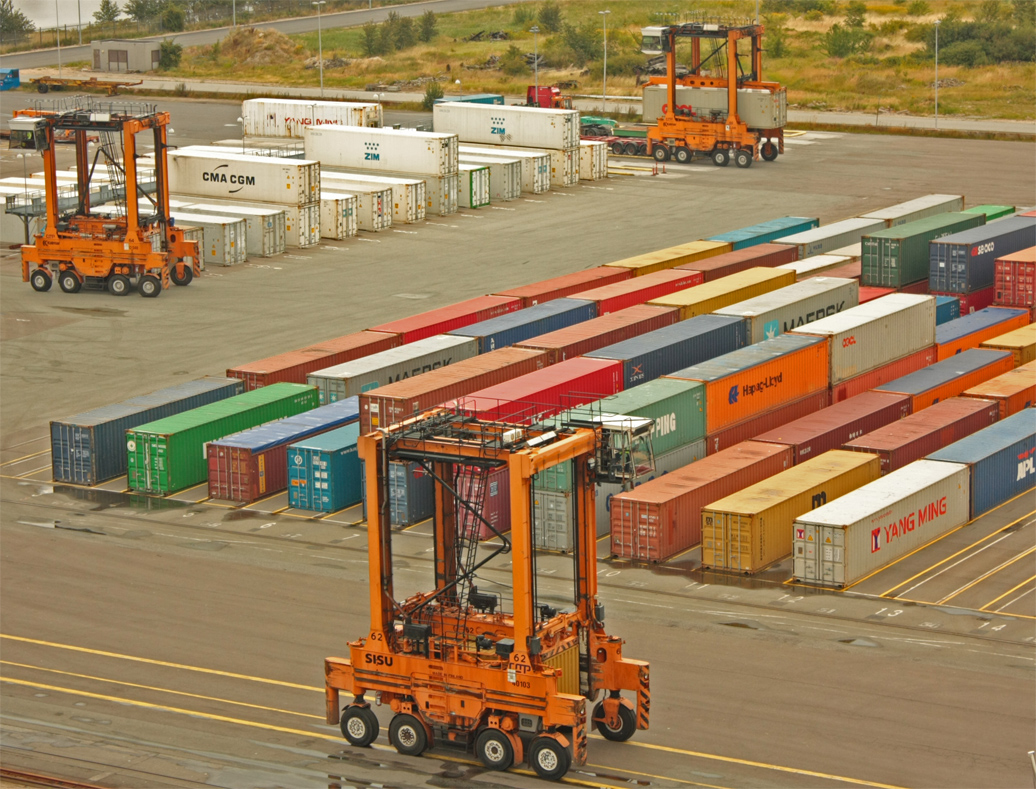
Carretilla pórtico para contenedores.

La grúa pórtico realiza el traslado de los contenedores entre el muelle y el buque portacontenedores y permite que los trabajos de carga se realicen de forma rápida y eficiente. El puente ha de ser manejado de forma manual y no automática según la ley.
El operario que maneja la grúa se sienta en una cabina suspendida de la parte superior del pórtico; cuando el pórtico está a la altura del buque, maniobra para que la grúa con el spreader se desplace y descienda hasta el contenedor que se quiere cargar o descargar, acciona los twistlocks para bloquearlos, iza el contenedor y lo deposita en el muelle.
Cuando ya están en tierra, los contenedores se colocan sobre otro medio de transporte (generalmente un camión portacontenedores) o bien se apilan. Para el transporte dentro de la terminal de carga se utilizan las ya mencionadas carretillas pórtico, reach stackers o sistemas automáticos de transporte (automated guided vehicle o AGV, automated lift vehicle o ALV).

## Tamaños
Generalmente, las grúas pórtico para contenedores son clasificadas según su capacidad de carga y el tamaño de los buques que son capaces de cargar y descargar.

### Panamax
Una grúa Panamax puede cargar y descargar completamente un buque portacontenedores de clase Panamax, es decir capaz de pasar por el Canal de Panamá (57,91 metros; de 12 a 13 contenedores de anchura).

### Post-Panamax
Una grúa "Post-Panamax" puede cargar y descargar completamente de buques demasiado anchos para pasar por el Canal de Panamá, generalmente con una anchura de 18 contenedores. Estas grúas tienen un peso aproximado de 800 a 900 toneladas.

### Super-Post-Panamax
Las mayores grúas pórtico para contenedores son clasificadas como "Super-Post-Panamax", usadas para descargar los mayores buques portacontenedores (con 22 o más contenedores de anchura) y su peso varía entre las 1600 y 2000 toneladas.

### Tamaños menores
También son utilizadas grúas pórtico más pequeñas, como las carretillas pórtico (en inglés, [w:en:straddle carrier straddle carrier]) en el interior de las terminales de carga. Además, las grúas pórtico de menor tamaño son usadas usualmente en instalaciones ferroviarias de carga y descarga para transferir contenedores desde los vagones a camiones ya que permiten tener los vehículos a cargar y descargar bajo su vano.  También pueden ser encontradas en los cambiadores de ancho, donde transfieren contenedores entre los trenes de anchos diferentes.